# Gondeville
Gondeville is een plaats en voormalige gemeente in het Franse departement Charente (regio Nouvelle-Aquitaine) en telt 518 inwoners (1999). De plaats maakt deel uit van het arrondissement Cognac. Gondeville is op 1 januari 2019 gefuseerd met de gemeente Mainxe tot de gemeente Mainxe-Gondeville. 

## Geografie
De oppervlakte van Gondeville bedraagt 5,5 km², de bevolkingsdichtheid is 94,2 inwoners per km².
De gemeente ligt op de linkeroever van de Charente
De onderstaande kaart toont de ligging van Gondeville met de belangrijkste infrastructuur en aangrenzende gemeenten.

## Verkeer
Een mooie, lange laan met populieren verbindt het station met de stad Jarnac en is een deel van de N 141. Deze vormt tevens de grens met Mainxe. De D154 verbindt het centrum met de avenue Carnot (de voormalige N141). De huidige N141, als omleiding van Jarnac, passeert aan de noordwestzijde van de bebouwing.
Het Station Jarnac, op de lijn van Angoulême naar Saintes, ligt op het grondgebied van deze gemeente en wordt bediend door treinen van de TER met bestemming Angoulême, Cognac, Saintes en Royan.

## Demografie
Onderstaande figuur toont het verloop van het inwonertal (bron: INSEE-tellingen).